# 阿利西亞 (加利福尼亞州)
阿利西亞（英語：Alicia）是位於美國加利福尼亞州尤巴縣的一個非建制地區。該地的面積和人口皆未知。

## 地理
阿利西亞的座標為39°06′10″N 121°34′54″W / 39.10278°N 121.58167°W，而該地的平均海拔高度為18米（即59英尺）。